# Sveržov
Sveržov és un poble i municipi d'Eslovàquia. Es troba a la regió de Prešov, al nord del país.

## Història
La primera referència escrita de la vila data del 1355.

## Demografia
| Godina             | 1994 | 2004    | 2014    | 2024    |
| ------------------ | ---- | ------- | ------- | ------- |
| Nombre de persones | 444  | 511     | 580     | 677     |
| Diferència         |      | +15,09% | +13,50% | +16,72% |

| Godina             | 2023 | 2024   |
| ------------------ | ---- | ------ |
| Nombre de persones | 652  | 677    |
| Diferència         |      | +3,83% |